# Địa lý El Salvador

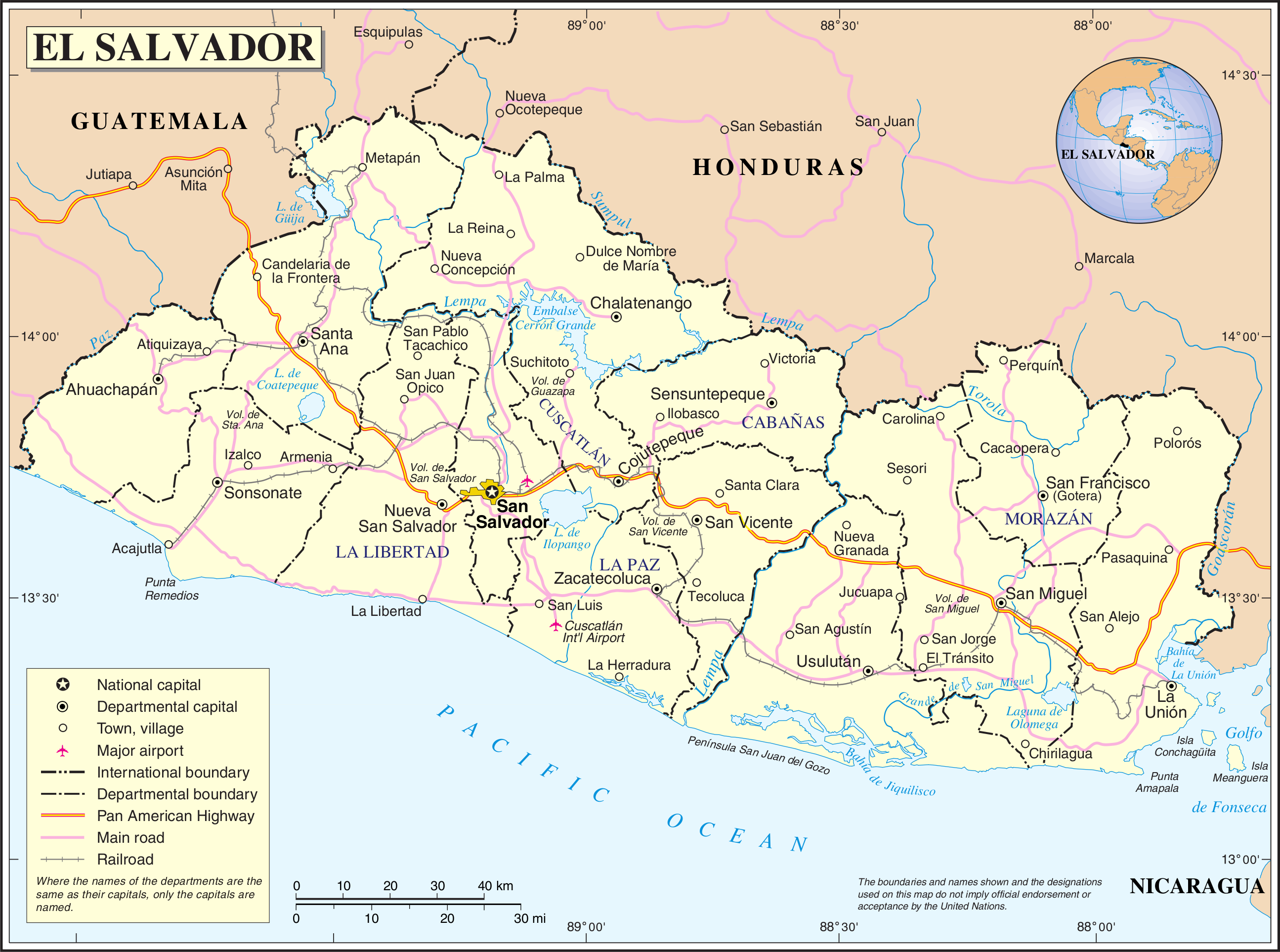
Một bản đồ El Salvador

El Salvador giáp với Bắc Thái Bình Dương ở phía nam và tây nam, giáp với Guatemala ở phía bắc-tây bắc và Honduras về phía bắc-đông bắc. Ở phía đông nam, vịnh Fonseca ngăn cách nước này với Nicaragua. El Salvador là quốc gia Trung Mỹ nhỏ nhất và là nước duy nhất ở khu vực đó không có đường bờ biển trên biển Caribe.

## Kiến tạo địa tầng
El Salvador, cùng với phần còn lại của Trung Mỹ, là một trong những khu vực hoạt động địa chấn nhất trên trái đất, nằm trên đỉnh ba trong số các mảng kiến tạo lớn tạo thành bề mặt Trái đất. Chuyển động của các mảng này gây ra động đất và hoạt động núi lửa của khu vực.
Hầu hết các khu vực Trung Mỹ và Tây Ấn đều nằm trên mảng Caribe tương đối bất động. Tuy nhiên, tầng Thái Bình Dương đang di chuyển về phía đông bắc bởi chuyển động cơ bản của mảng Cocos. Vật chất đáy đại dương chủ yếu bao gồm bazan, tương đối dày đặc; khi nó va chạm với những tảng đá hoa cương nhẹ hơn ở Trung Mỹ, đáy đại dương bị ép xuống dưới khối đất, tạo nên rãnh sâu Trung Mỹ nằm ngoài khơi bờ biển của El Salvador.
Sự hút chìm của mảng Cocos là nguyên nhân của tần suất các động đất gần bờ biển. Khi những tảng đá cấu thành đáy đại dương bị ép xuống, chúng tan chảy, và vật chất nóng chảy tràn lên qua những điểm yếu trên bề mặt đá, tạo ra núi lửa và mạch nước phun.
Phía bắc của El Salvador, Mexico và hầu hết Guatemala đang di chuyển trên mảng Bắc Mỹ đang di chuyển về phía tây nối sát rìa phía bắc của mảng Caribe ở miền nam Guatemala. Hoạt động va chạm của hai mảng này tạo ra một đứt gãy (tương tự như đứt gãy San Andreas ở California) chạy theo chiều dài của thung lũng Rio Motagua ở Guatemala. Chuyển động dọc theo đứt gãy này là nguồn gốc của các trận động đất ở cực bắc El Salvador.
El Salvador có một lịch sử lâu dài về các trận động đất tàn phá và núi lửa phun trào. San Salvador đã bị phá hủy vào năm 1756 và 1854, và bị thiệt hại nặng nề trong những năm 1919, 1982 và 1986. Đất nước này có hơn hai mươi núi lửa, mặc dù chỉ có hai núi là San Miguel và Izalco đã hoạt động trong những năm gần đây. Từ đầu thế kỷ XIX đến giữa những năm 1950, Izalco đã phun trào với một mức độ thường xuyên mà khiến cho nó được gọi là "Ngọn hải đăng Thái Bình Dương". Ngọn lửa rực rỡ của nó có thể được nhìn thấy rõ ràng từ một khoảng cách rất xa trên biển, và vào ban đêm, dung nham phát sáng của nó biến nó thành một hình nón phát sáng rực rỡ.

## Đặc điểm tự nhiên

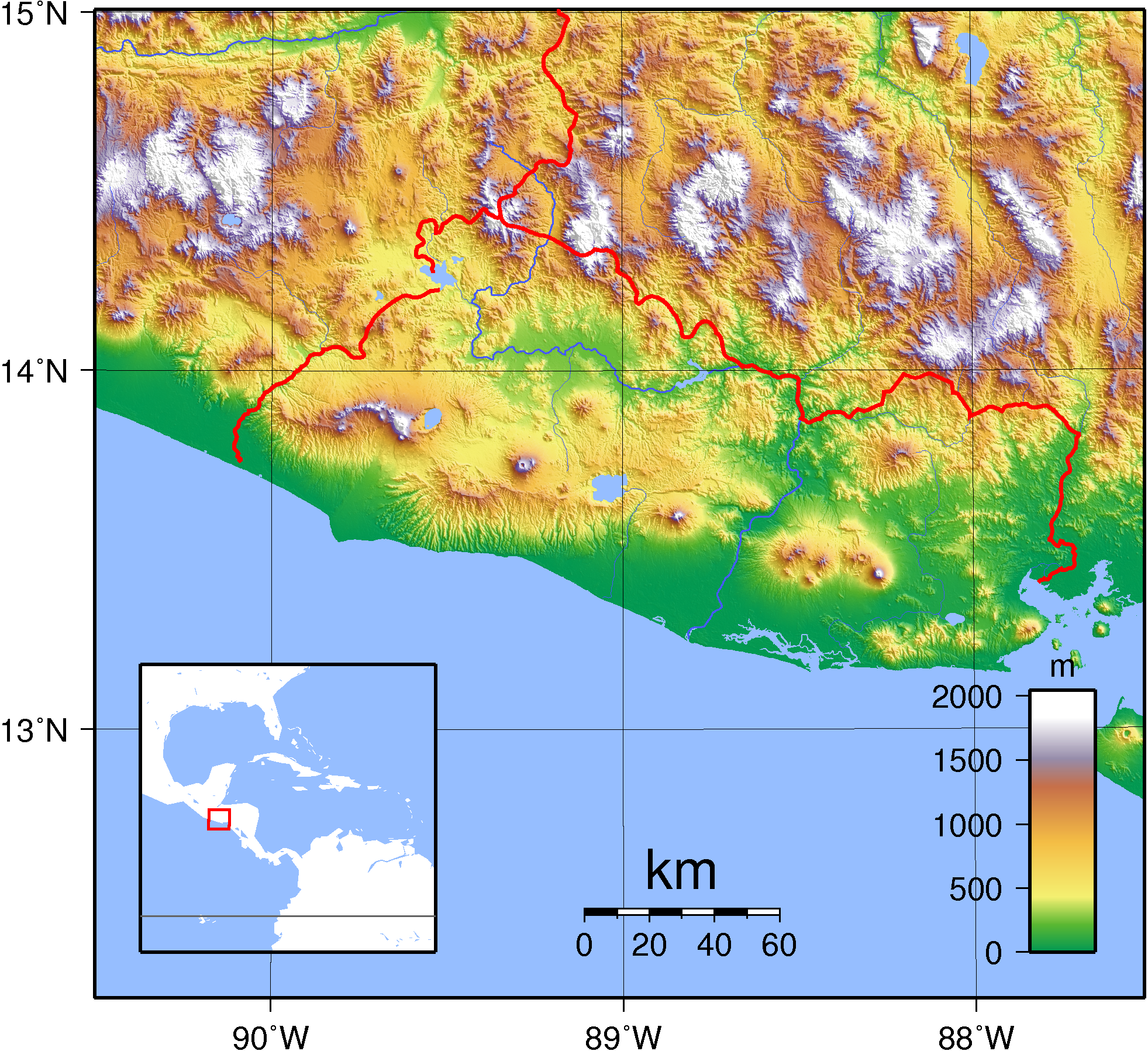
Địa hình El Salvador.

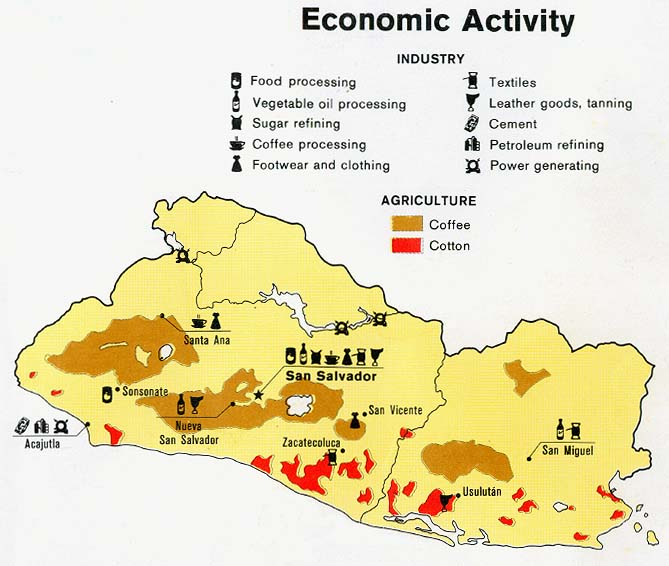
Hoạt động kinh tế của El Salvador năm 1980.

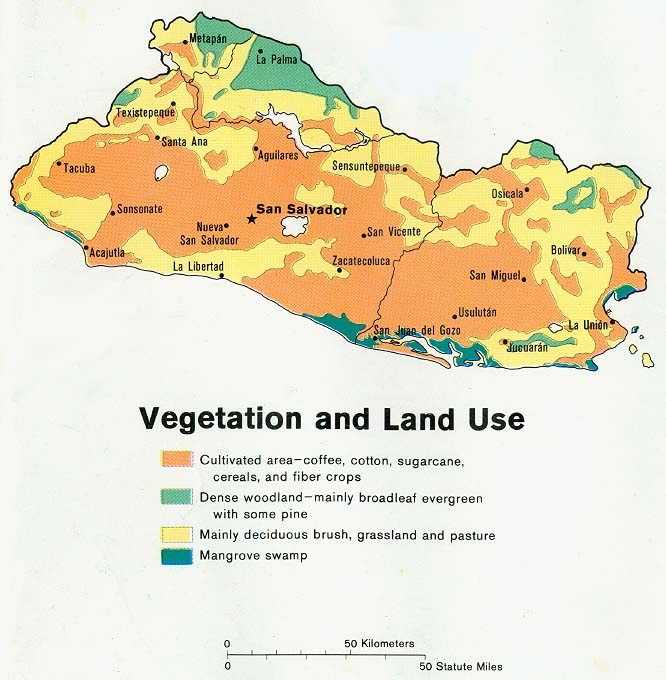
Thực vật và sử dụng đất năm 1980.

Hai dãy núi song song chạy qua El Salvador ở phía tây với một cao nguyên trung tâm giữa chúng và một vùng đồng bằng ven biển hẹp ôm lấy Thái Bình Dương. Những đặc điểm tự nhiên này phân chia đất nước thành hai vùng địa lý. Các dãy núi và cao nguyên trung tâm, chiếm 85% diện tích đất, bao gồm các cao nguyên nội địa. Các vùng đồng bằng ven biển còn lại được gọi là vùng đất thấp Thái Bình Dương.
Dãy núi phía bắc, Sierra Madre, tạo thành một chuỗi chãy dọc theo biên giới với Honduras. Độ cao trong khu vực này nằm trong khoảng từ 1.600 đến 2.700 mét. Khu vực này đã từng có rừng, nhưng khai thác quá mức dẫn đến xói lở sâu rộng và nó đã trở thành khu vực cằn cỗi. Kết quả là, nó là khu dân cư thưa thớt nhất của đất nước, với ít canh tác hoặc phát triển khác.
Dãy núi phía nam là một chuỗi liên tục gồm hơn hai mươi núi lửa, được chia thành năm nhóm. Nhóm cực tây, gần biên giới Guatemala, có Izalco và Santa Ana ở độ cao 2.365 mét, là ngọn núi lửa cao nhất ở El Salvador. Giữa các bồi tích hình nón là các lưu vực phù sa và các ngọn đồi bị xói lở từ trầm tích tro. Đất núi lửa rất màu mỡ và phần lớn cà phê của El Salvador được trồng trên những sườn núi này.
Cao nguyên trung tâm chỉ chiếm 25% diện tích đất nhưng có mật độ dân số cao nhất và có các thành phố lớn nhất của đất nước. Vùng đất phẳng này rộng khoảng 50 km và có độ cao trung bình 600 mét. Địa hình ở đây gợn sóng, thỉnh thoảng có các vách đá, vùng dung nham và mạch nước phun.
Một đồng bằng hẹp kéo dài từ dãy núi lửa ven biển đến Thái Bình Dương. Khu vực này có chiều rộng từ 1 đến 32 km với phần rộng nhất ở phía đông, tiếp giáp với vịnh Fonseca. Tuy nhiên, gần La Libertad, khối của các ngọn núi đẩy vùng đất thấp ra; các sườn núi lửa liền kề rơi thẳng xuống đại dương. Các bề mặt ở vùng đất thấp Thái Bình Dương thường bằng phẳng hoặc gợn nhẹ, là kết quả từ các trầm tích phù sa của các sườn núi gần đó.
El Salvador có hơn 300 con sông, trong đó quan trọng nhất là sông Lempa. Có nguồn ở Guatemala, sông Lempa chảy ngang qua dãy núi phía bắc, chảy dọc theo phần lớn của cao nguyên trung tâm và cuối cùng chảy qua dãy núi lửa phía nam để đổ vào Thái Bình Dương. Đây là con sông có khả năng điều hướng duy nhất của El Salvador và các nhánh của nó chảy ra một nửa đất nước. Các con sông khác thường ngắn và thoát ra vùng đất thấp Thái Bình Dương hoặc chảy từ cao nguyên trung tâm qua những khoảng trống ở dãy núi phía Nam đến Thái Bình Dương.
Nhiều hồ có nguồn gốc núi lửa được tìm thấy ở vùng cao nguyên nội địa; nhiều trong số các hồ này được bao quanh bởi các ngọn núi và có các bờ cao, dốc. Hồ lớn nhất, hồ Ilopango, nằm ở phía đông thủ đô. Các hồ lớn khác bao gồm Lago de Coatepeque ở phía tây và hồ Güija trên biên giới Guatemala. Đập Cerron Grande trên sông Lempa đã tạo ra một hồ chứa lớn, Embalse Cerron Grande ở phía bắc El Salvador.
Izalco đã phun trào ít nhất 51 lần kể từ năm 1770. Nó có biệt danh là "Ngọn hải đăng Thái Bình Dương" vì nó là ngọn núi lửa hoạt động mạnh nhất ở Trung Mỹ.

## Khí hậu
El Salvador có khí hậu nhiệt đới với mùa mưa và mùa khô rõ rệt. Nhiệt độ thay đổi chủ yếu theo độ cao và ít thay đổi theo mùa. Các vùng đất thấp Thái Bình Dương nóng và ẩm đều; cao nguyên trung tâm và miền núi trở nên vừa phải.
Mùa mưa, được biết đến tại địa phương là invierno, hoặc mùa đông, kéo dài từ tháng 5 đến tháng 10. Hầu như tất cả lượng mưa hàng năm và độ ẩm cao nhất xảy ra trong thời gian này và tổng lượng mưa hàng năm, đặc biệt là trên sườn núi phía nam, có thể cao tới 2.000 mm (78,7 in). Các khu vực được bảo vệ và cao nguyên trung tâm nhận được ít hơn, mặc dù vẫn có lượng đáng kể. Lượng mưa trong mùa này thường xuất phát từ áp lực thấp trên Thái Bình Dương và thường rơi vào những cơn giông bão lớn. Mặc dù thỉnh thoảng các cơn bão hình thành ở Thái Bình Dương, chúng hiếm khi ảnh hưởng đến El Salvador, với ngoại lệ đáng chú ý của bão Mitch vào năm 1998 (đã hình thành trên lưu vực Đại Tây Dương) và Bão Emily vào năm 1973.
Từ tháng 11 đến tháng 4, gió mậu dịch đông bắc kiểm soát các kiểu thời tiết. Trong những tháng này, không khí chảy từ vùng biển Caribe đã mất phần lớn độ ẩm trong khi đi qua những ngọn núi ở Honduras. Vào thời điểm không khí này đến El Salvador, nó khô, nóng và mù mịt. Mùa này được biết đến ở địa phương là verano hoặc mùa hè.
Nhiệt độ thay đổi ít theo mùa; độ cao là yếu tố quyết định chính. Vùng đất thấp Thái Bình Dương là vùng nóng nhất, với mức nhiệt độ trung bình hàng năm từ 25 đến 29 °C (77,0 đến 84,2 °F). San Salvador là đại diện của cao nguyên trung tâm, với nhiệt độ trung bình hàng năm là 23 °C (73 °F) và nhiệt độ cao và thấp tuyệt đối lần lượt là 38 °C và 6 °C (100,4 °F và 42,8 °F). Khu vực núi là mát nhất, với nhiệt độ trung bình hàng năm từ 12 đến 23 °C (53,6 đến 73,4 °F) và nhiệt độ tối thiểu đôi khi tiếp cận đóng băng.

## Số liệu khác
El Salvador tuyên bố lãnh hải là 200 hải lý (370,4 km; 230,2 mi).
Khí hậu: nhiệt đới; mùa mưa (tháng 5 đến tháng 10); mùa khô (tháng 11 đến tháng 4); nhiệt đới trên bờ biển; ôn đới ở vùng cao
Địa hình: chủ yếu là núi với vành đai ven biển hẹp và cao nguyên trung tâm
Điểm có độ cao thấp nhất ở El Salvador là Thái Bình Dương ở mực nước biển. Điểm cao nhất là Cerro El Pital ở 2.730 m.
Tài nguyên thiên nhiên: thủy năng, địa nhiệt, dầu mỏ, đất canh tác
Sử dụng đất (ước tính năm 2012):
- 34,03% đất canh tác,
- 10,86% đất trồng cây lâu năm,
- 55,12% khác.

Đất được tưới tiêu: 449,9 km² (2003)
Tổng tài nguyên nước tái tạo: 25,23 km³ (2011)
Các mối nguy hiểm tự nhiên: El Salvador được gọi là "Vùng đất của núi lửa"; có những trận động đất thường xuyên và đôi khi phá hoại lớn và hoạt động núi lửa; cơn bão tàn phá mạnh là không phổ biến.

## Vấn đề môi trường
Phá rừng; xói mòn đất; ô nhiễm nguồn nước; ô nhiễm đất từ xử lý chất thải độc hại.
El Salvador là thành viên của Công ước khung Liên Hợp Quốc về Biến đổi Khí hậu, Nghị định thư Kyoto, Công ước Liên Hợp Quốc chống sa mạc hóa, CITES, Công ước Basel, Hiệp ước kiểm tra hạt nhân từng phần, Nghị định thư Montreal, Công ước Ramsar. El Salvador đã ký, nhưng không phê chuẩn Công ước Liên Hợp Quốc về Luật biển.